# Синск (Якутия)
Синск (якут. Сиинэ) — село, образует Синский наслег Хангаласского улуса Якутии. 

## География
Село расположено в устье реки Синей — притоке Лены, в 185 км юго-западнее г. Якутска.

## История
Село возникло в 1743 году как почтовая станция Иркутско- Якутского тракта. Первоначально перевозка почты являлась обязанностью местных жителей - якутов. Но ямщицкое дело оказалось слишком обременительным для них, со своими обязанностями они справлялись плохо и стали настоятельно просить, чтоб на станциях поселили русских, которые взяли бы на себя транспортировку почты. В 1770 году вышел указ Иркутской губернской канцелярии о переложении ямщицкой повинности на русских поселенцев. Так началось заселение средней Лены русскими крестьянами. Летом людей и почту перевозили на почтовых лодках - шитиках. Зимой - на лошадях в повозках. Первыми русскими поселенцами на Синской почтовой станции были Соловьёвы, Якушевы и Кузьмины. Их потомки до сих пор живут в Синске.

## Население
| 1989 | 2002 | 2010 | 2011 | 2012 | 2013 | 2014 |
| ---- | ---- | ---- | ---- | ---- | ---- | ---- |
| 1100 | ↘975 | ↗976 | ↘974 | ↘963 | ↘938 | ↘924 |
| 2015 | 2016 | 2017 | 2018 | 2019 | 2020 | 2021 |
| ↘902 | ↘871 | ↘857 | ↘852 | →852 | ↗853 | ↗863 |

## Достопримечательности
- Памятник воинам-землякам участникам Великой Отечественной войны на берегу реки Синяя.

## Происшествия
Вечером 24 июня 2013 года пропали две трёхлетние девочки Аяна Винокурова и Алина Иванова, приехавшие из Якутска в гости к бабушкам. В поисках были задействованы люди, кинологи, вертолет, автомобили, лодки и два беспилотника МЧС с тепловизором. В ходе расследования местных жителей проверили на детекторе лжи. Тщательно проверялись предположения т. н. экстрасенсов.
Чтобы задействовать краудсорсинг-добровольцев, в интернет были выложены фотографии и видеозаписи с борта вертолёта, задействованного в поисковой операции. Глава Якутии Егор Борисов назначил вознаграждение в размере одного миллиона рублей за информацию, которая поможет найти девочек. Но поиски так и не дали результатов.